# Bmobile
bmobile 于 2013 年 10 月被巴布亚新几内亚政府以 85% 的股权收购，自 1997 年以来一直在巴布亚新几内亚运营。它是巴布亚新几内亚有史以来第一家移动运营商，从那时起也在所罗门群岛运营2009 年，在 PNG 和所罗门群岛的所有主要城镇提供高速数据、可靠的语音和短信服务。

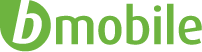
2016年底前的bmobile標誌